# Ligando quiral
Em química, um ligando quiral é um ligando especialmente adaptado usado para síntese assimétrica. Este ligando é um composto orgânico enantiopuro que combina com um centro metálico por quelação para formar um catalisador assimétrico. Este catalisador intervém em uma reação química e transfere sua quiralidade ao produto de reação, que como resulta também se torne quiral. Em uma reação ideal, um equivalente de catalisador pode alterar muitos mais equivalentes de reagente, o que permite a síntese de grandes quantidades de um composto quiral, a partir de precursores aquirais, com a ajuda de uma quantidade muito pequena de um ligando quiral, frequentemente barato.

## Primeiro descobrimento
O primeiro de tais ligandos, a difosfina (DiPAMP) foi desenvolvido em 1968 por William S. Knowles da Companhia Monsanto, que ganhou o Prêmio Nobel de Química em 2001, e finalmente o utilizou na produção industrial de L-DOPA.

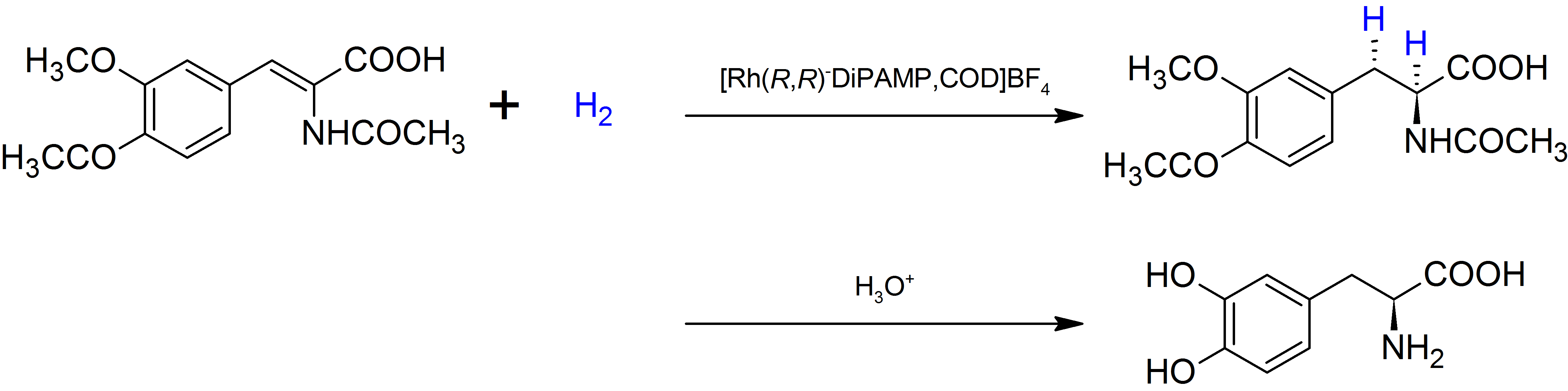
Síntese assimétrica de L-DOPA.

## Ligandos privilegiados
Desde então, tem sido preparados e testados muitos ligandos quirais, mas somente tem sido encontradas algumas classes de compostos com aplicação geral. Então, estes ligandos são denominados ligandos privilegiados. Alguns membros importantes representados mais adiante são BINOL, BINAP, TADDOL, DIOP, BOX e DuPhos (um ligando fosfina), todos disponíveis como pares enantioméricos.

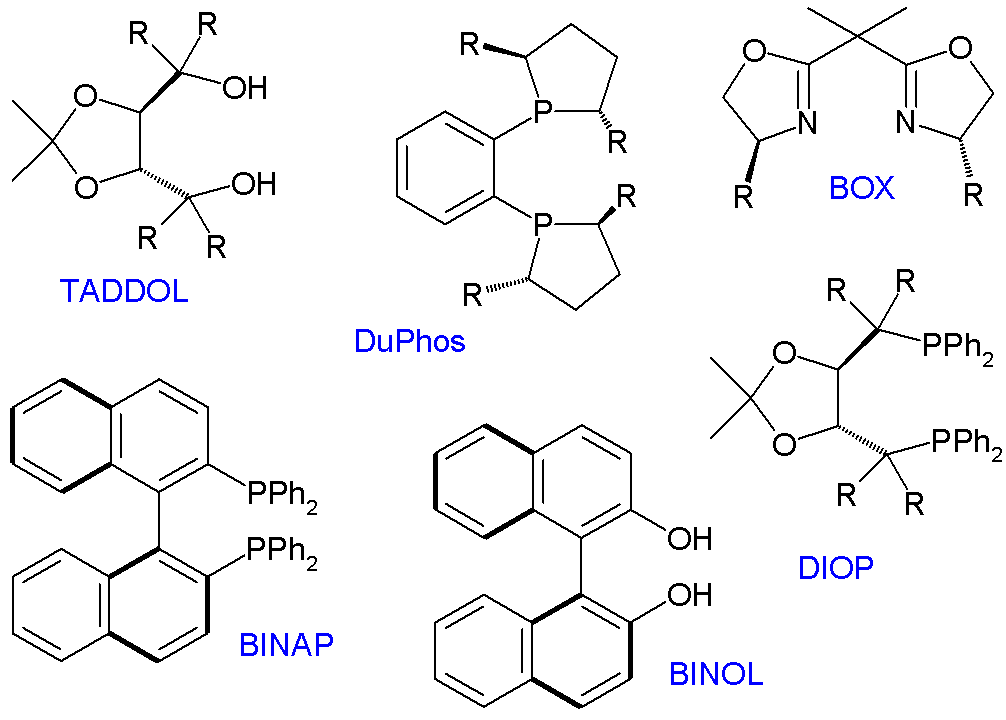
Uma seleção de ligandos quirais.

Outros miembros são o ligando de Salen, os alcalóides cincona e as fosforamiditas. Muitos destes ligandos possuem simetria C2, que limita o número de possíveis trajetórias de reação, e em consequência incrementa a enantiosseletividade.